# Fayet-Ronaye
Pour les articles homonymes, voir Fayet.
Fayet-Ronaye est une commune française, située dans le département du Puy-de-Dôme en région Auvergne-Rhône-Alpes.

## Géographie
Le double nom Fayet-Ronaye représente deux paroisses distinctes ; Fayet et Ronaye qui sont séparés par la vallée du Doulon.

### Lieux-dits et écarts
Entre parenthèses des variantes telles que relevées dans différents actes :
- Ardennes
- Combe
- Échandelon
- Espinnasset
- Frissonnet (Fraissonnet)
- Mandel (Mandelles)
- Ronaye
- Tissonnière
- Verrières (Veyrières: recensement de 1866 6M 3081)
- Villeprat (Vilprat)
- la Baffie (la Bafie)
- la Fessille
- la Grange du Blé
- la Marconnerie
- la Pause
- le Chevant Bas, le Haut
- le Fougaud (1775)
- le Grenier
- le Moulin de Courtine
- le Pin
- le Pouyet
- les Plots
- Tirechèvre

- le Moulin du Jas, Moulin du Renard, le Grenier, le Pin, la Pinatelle, Près de la Fontaine, Suc de l'Aile, la Virade, la Gravière, la Mouleyre, les Planelles, la Molière, les Rivaux, la Roche, la Sagne, Champs de Barthe, Pierre Noire, le Creux de L'Argent, le Suc Perier, la Croix des Chaux, les Littes Longues, les Ribeyrolles, Puy Gros, les Gouttes-Basses, etc. N/ N-E
- Coussac, Chadet, Durette, Loche, Fonlade, Pacros, Gravit, etc.

| Peslières                 | Saint-Germain-l'Herm   |                       |
| Saint-Martin-d'Ollières   | Fayet-Ronaye           | Saint-Bonnet-le-Bourg |
| Chassignolles Haute-Loire | Saint-Vert Haute-Loire | Doranges              |

### Climat
Pour des articles plus généraux, voir Climat d'Auvergne-Rhône-Alpes et Climat du Puy-de-Dôme.
En 2010, le climat de la commune est de type climat des marges montargnardes, selon une étude du Centre national de la recherche scientifique s'appuyant sur une série de données couvrant la période 1971-2000. En 2020, Météo-France publie une typologie des climats de la France métropolitaine dans laquelle la commune est exposée à un climat de montagne ou de marges de montagne et est dans la région climatique  Nord-est du Massif Central, caractérisée par une pluviométrie annuelle de 800 à 1 200 mm, bien répartie dans l’année. 
Pour la période 1971-2000, la température annuelle moyenne est de 7,9 °C, avec une amplitude thermique annuelle de 15,5 °C. Le cumul annuel moyen de précipitations est de 867 mm, avec 9,4 jours de précipitations en janvier et 8,1 jours en juillet. Pour la période 1991-2020, la température moyenne annuelle observée sur la station météorologique de Météo-France la plus proche, « Saint-Germain-L Herm », sur la commune de Saint-Germain-l'Herm à 4 km à vol d'oiseau, est de 8,0 °C et le cumul annuel moyen de précipitations est de 1 067,3 mm,. Pour l'avenir, les paramètres climatiques de la commune estimés pour 2050 selon différents scénarios d'émission de gaz à effet de serre sont consultables sur un site dédié publié par Météo-France en novembre 2022.

## Urbanisme

### Typologie
Au 1er janvier 2024, Fayet-Ronaye est catégorisée commune rurale à habitat très dispersé, selon la nouvelle grille communale de densité à sept niveaux définie par l'Insee en 2022.
Elle est située hors unité urbaine et hors attraction des villes,.

### Occupation des sols
L'occupation des sols de la commune, telle qu'elle ressort de la base de données européenne d’occupation biophysique des sols Corine Land Cover (CLC), est marquée par l'importance des forêts et milieux semi-naturels (83,3 % en 2018), en augmentation par rapport à 1990 (81,9 %). La répartition détaillée en 2018 est la suivante : 
forêts (83,3 %), prairies (16,7 %). L'évolution de l’occupation des sols de la commune et de ses infrastructures peut être observée sur les différentes représentations cartographiques du territoire : la carte de Cassini (XVIIIe siècle), la carte d'état-major (1820-1866) et les cartes ou photos aériennes de l'IGN pour la période actuelle (1950 à aujourd'hui).

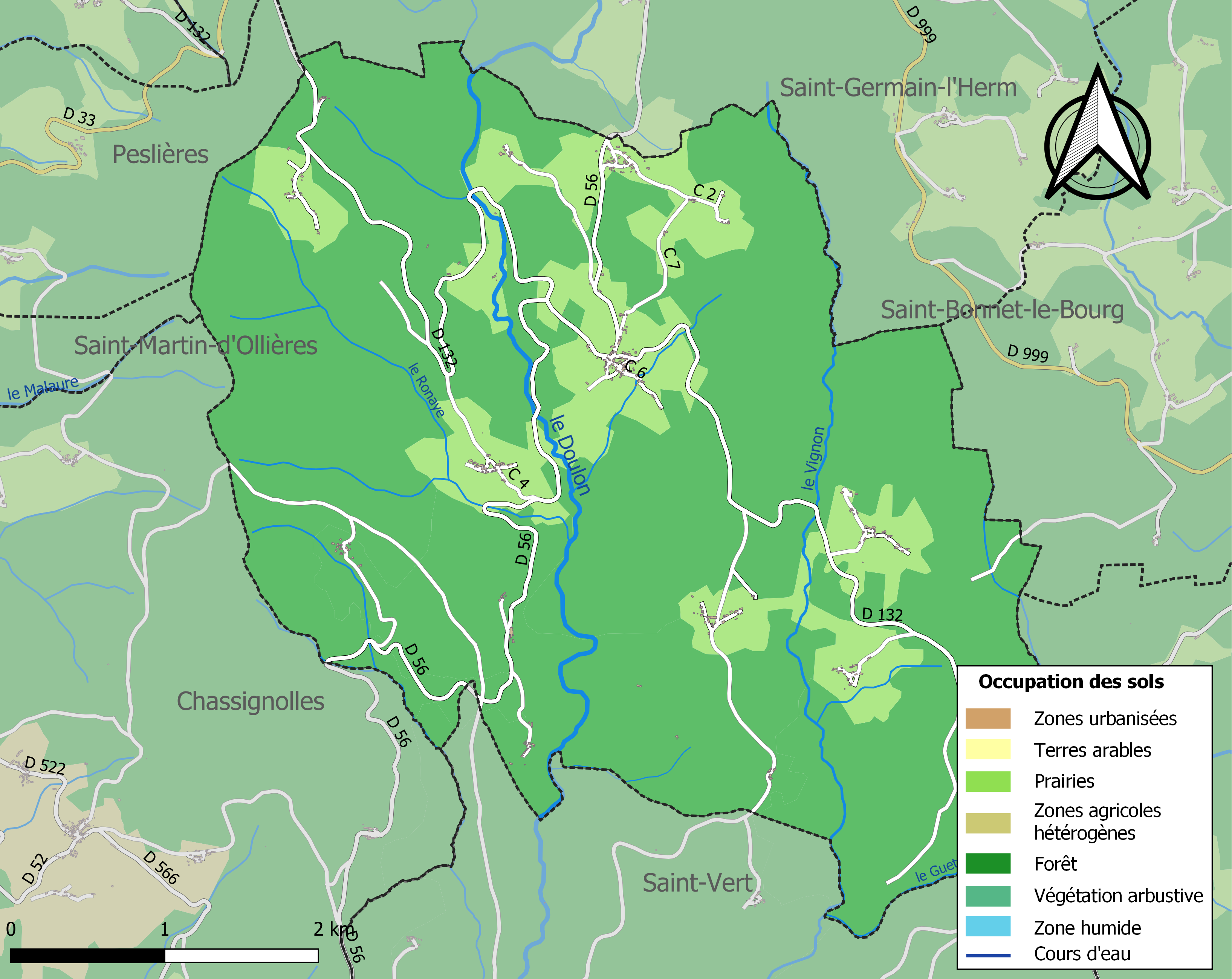
Carte des infrastructures et de l'occupation des sols de la commune en 2018 (CLC).

## Histoire

### Tumulus dit "Lou Schou Dissard" ou "Tumulus de la Poudrière"
Il s'agit d'un ouvrage mesurant 40 mètres de long, 30 mètres de large et 6 mètres de hauteur. Il est situé à 1 kilomètre de Fayet-Ronaye, à gauche de la route qui va à Champagnac-le-Vieux, après le pont qui traverse le Doulon et à l'extrémité de la vallée de la Poudrière et de la Baffie.
Selon les écrits du Docteur Coste, et ceux, postérieurs, du Chanoine Dissard l'ouvrage serait un tumulus druidique.
Pour ces auteurs, Vercingétorix assurait la protection du Grand Prêtre des Druides et de sa garde qui formaient la tribu sacrée de Diviciac, autre chef Gaulois. César connut le lieu de leur retraite et envoya un de ses lieutenants, Marcus Licinius Crassus. Celui-ci, à la suite de la bataille qui eut lieu dans la vallée du Doulon, réussit à anéantir les plus prestigieux des représentants de la religion celtique. Ces dignitaires furent incinérés, puis enterré dans le tumulus de la Poudrière ou Schou Dissard.
Cependant quelques-uns de leurs descendants parvenaient à s'enfuir. Ils se réfugièrent d'abord dans une grotte près du village de la Baffie, puis restèrent sur les lieux où avaient habité leurs ancêtres et prirent le nom de DISSARD. Celui-ci serait composé de termes celtes: Diss:Dieu, père de famille, Ard:chef suprême.

## Politique et administration
| Période                                  | Période                    | Identité       | Étiquette | Qualité  |
| ---------------------------------------- | -------------------------- | -------------- | --------- | -------- |
| Les données manquantes sont à compléter. |                            |                |           |          |
| mars 1989                                |                            | Pierre Douare  |           |          |
| mars 1995                                |                            | Claude Lecocq  |           |          |
| mars 2008                                |                            | Yves Bouchet   |           |          |
| mars 2014 (réélu en 2020)                | En cours (au 15 août 2020) | Louis Chauvet, |           | Retraité |

## Population et société

### Démographie
L'évolution du nombre d'habitants est connue à travers les recensements de la population effectués dans la commune depuis 1793. Pour les communes de moins de 10 000 habitants, une enquête de recensement portant sur toute la population est réalisée tous les cinq ans, les populations de référence des années intermédiaires étant quant à elles estimées par interpolation ou extrapolation. Pour la commune, le premier recensement exhaustif entrant dans le cadre du nouveau dispositif a été réalisé en 2004.

En 2022, la commune comptait 107 habitants, en évolution de +0,94 % par rapport à 2016 (Puy-de-Dôme : +2,1 %, France hors Mayotte : +2,11 %).
| 1793 | 1800 | 1806  | 1821 | 1831  | 1836  | 1841  | 1846 | 1851  |
| ---- | ---- | ----- | ---- | ----- | ----- | ----- | ---- | ----- |
| 947  | 829  | 1 067 | 905  | 1 143 | 1 152 | 1 260 | 129  | 1 191 |

| 1856  | 1861  | 1866  | 1872  | 1876  | 1881  | 1886  | 1891  | 1896 |
| ----- | ----- | ----- | ----- | ----- | ----- | ----- | ----- | ---- |
| 1 111 | 1 116 | 1 130 | 1 041 | 1 074 | 1 044 | 1 020 | 1 008 | 927  |

| 1901 | 1906 | 1911 | 1921 | 1926 | 1931 | 1936 | 1946 | 1954 |
| ---- | ---- | ---- | ---- | ---- | ---- | ---- | ---- | ---- |
| 905  | 844  | 702  | 520  | 503  | 502  | 437  | 401  | 358  |

| 1962 | 1968 | 1975 | 1982 | 1990 | 1999 | 2004 | 2006 | 2009 |
| ---- | ---- | ---- | ---- | ---- | ---- | ---- | ---- | ---- |
| 364  | 324  | 243  | 175  | 163  | 143  | 124  | 123  | 100  |

| 2014 | 2019 | 2022 | - | - | - | - | - | - |
| ---- | ---- | ---- | - | - | - | - | - | - |
| 102  | 106  | 107  | - | - | - | - | - | - |

## Culture locale et patrimoine

### Lieux et monuments

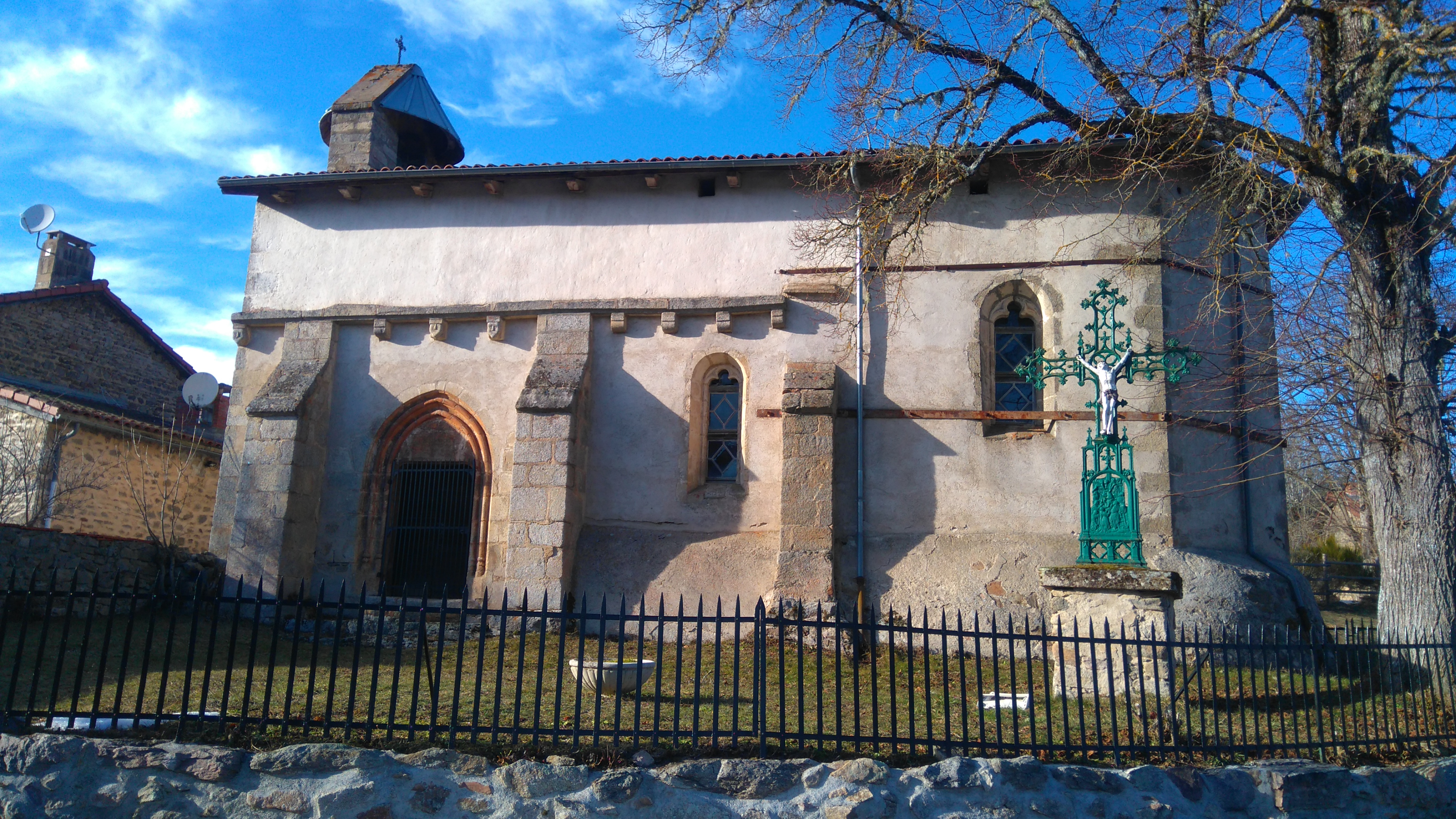
Église de Ronaye.

- L'église de Fayet. Cette église, placée sous le vocable de Saint-Barthélemy, est une ancienne construction romane. Elle fut remaniée et fortifiée aux XIVe et XVe siècles. Elle comprend une nef édifiée en trois travées voûtées d’un berceau brisé soutenu par des arcs doubleaux ; un chœur de deux travées se termine sur un chevet polygonal éclairé de baies tréflées.
Parmi le mobilier de cette église, se trouve un christ en bois qui date de la fin de l'époque gothique, protégé par arrêté du 21 septembre 1972[22]. Deux chapiteaux provenant de l’église primitive se trouvent près de la cuve baptismale.
De ce prieuré casadéen dépendait l'église de Ronaye, ainsi que celles de Champagnat-le-Jeune et de Châteauneuf-du-Drac.
- L'église de Ronaye est dédiée à saint Laurent. Également de tradition romane, il en subsiste la nef. Le chœur fut reconstruit au XVe siècle pour offrir une abside polygonale.Vue en 3D de l'intérieur de l'église de Ronaye L'église est actuellement interdite aux visites par sécurité, faute de rénovation du bâti fissuré.
- Motte castrale de Fayet, dite tumulus Dissard, d'une hauteur de 5 m et d'un diamètre de 40 m, entourée d'un fossé d'environ 5 m de large[23]. Elle est située à environ 1 km du bourg, à gauche de la route de Champagnac-le-Vieux, après le pont sur le Doulon. Datation non connue en l'absence de fouilles. Inscrite à l'inventaire des monuments historiques le 5 mai 1995[24].
- Rochers, grottes et cascades de la Roche-Combaud.

### Patrimoine naturel
La commune de Fayet-Ronaye est adhérente du parc naturel régional Livradois-Forez.

### Personnalités liées à la commune
- Jean-Pierre Dissard (1861-1911), chanoine.

## Associations locales
- Association et Journal "Vivre à Fayet-Ronaye" [25]